# Bernkasteler Ring
Die Winzervereinigung Bernkasteler Ring e. V. (Riesling-Weingüter im Bernkasteler Ring) wurde am 29. April 1899 in Bernkastel-Kues als Vereinigung von Weingutsbesitzern der Mittelmosel gegründet. Sie ist die älteste Weinversteigerungs-Gesellschaft im Weinbaugebiet Mosel-Saar-Ruwer. Am 23. April 1901 fand die erste Weinversteigerung statt. Die Weine der Mitgliedsbetriebe werden immer noch versteigert. Die Auktion findet jedes Jahr im September statt.
Im Bernkasteler Ring e. V. sind 35 Weingüter an Mosel, Saar und Ruwer vereint. Die familiengeführten Weingüter erzeugen in Steillagen an der Mosel hochwertige Rieslingweine. Außer der Auktion findet in jedem Jahr im Juni eine gemeinsame Jahrgangspräsentation statt.
Die Weine, die auf den gemeinsamen Veranstaltungen präsentiert werden, müssen eine organoleptische Probe bestanden haben, bevor sie vom Bernkasteler Ring zur Präsentation oder Auktion zugelassen werden. Bei nationalen und internationalen Weinwettbewerben werden die Weine regelmäßig hoch prämiert.
Seit 2005 wird in vielen Mitgliedsbetrieben der beste trockene Riesling als Großes Gewächs ausgebaut. Nach den Erzeugungskriterien der Bernkasteler Ring Klassifikation vinifiziert, stehen Riesling-Weine mit der Bezeichnung „Großes Gewächs Bernkasteler Ring“ für eine Premiumlinie trockener Weine.